# Chitrella muesebecki
Chitrella muesebecki es una especie de arácnido del orden Pseudoscorpionida de la familia Syarinidae.

## Distribución geográfica
Se encuentra en Tennessee (Estados Unidos).